# راس الاحواض (القفر)

تعديل مصدري - تعديل

راس الاحواض محلة تابعة لقرية اريان، التابعة لعزلة بني سيف العالي بمديرية القفر إحدى مديريات محافظة إب في الجمهورية اليمنية، بلغ تعداد سكانها 20 حسب تعداد اليمن لعام 2004.